# Kazučika Okada
Kazučika Okada (岡田かずちか, Okada Kazučika, ringové jméno: オカダ・カズチカ) (* 8. listopadu 1987 Andžó) je japonský profesionální zápasník a příležitostný herec. Od března 2024 je pracuje ve společnosti All Elite Wrestling (AEW), kde je členem rosteru The Elite. Dlouhých 18 let působil v New Japan Pro-Wrestling, kde byl pětinásobným šampionem IWGP v těžké váze, přičemž jeho čtvrté držení titulu bylo nejdelší v historii společnosti, držel ho dlouhých 720 dnů.
Debutoval v srpnu 2004, byl trénován japonskou wrestlingovou legendou Últimem Dragónem. Počátek kariéry zahájil v Mexiku, poté se vrátil do Japonska. V únoru 2010 byl vyslán NJPW na speciální tréninky do Total Nonstop Action Wrestling (TNA), strávil zde dvacet měsíců a převážně zápasil v show Xplosion. Začátkem roku 2011 vystupoval pod jménem Okato a to v hlavním televizním pořadu TNA, Impact!, dělal nohsleda Samoa Joeovi při jeho rivalitě s D'Angelo Dinerem.
Často střídal své působení ve společnostech TNA a NJPW, postupem času se zde stal hvězdou. I proto byl často zařazován do žebříčků Pro Wrestling Illustrated, časopis oceňuje nejlepší zápasníky na světě, v roce 2017 byl zvolen tím nejlepším právě on. Jeho úspěchy vedly až k tomu, že v březnu 2024 podepsal smlouvu s druhou největší wrestlingovou společností na světě, AEW.

## Osobní život
Zasnoubil se moderátorkou TV Asahi Yoko Mori, byl s ní ve vztahu mezi lety 2013 až 2017. V srpnu 2014 byla jeho strýci a bratranci diagnostikovaná rakovina, Okada založil organizaci „Rainmaker Kikin“ („Rainmaker Fund“) pro boj s rakovinou u dětí. Za každý zápas, který vyhrál, se zavázal věnovat 30 000 jenů (277,20 $).
V dubnu 2019 oznámil sňatek s hlasatelkou Suzuko Mimori. V květnu 2022 oznámili, že čekají prvního potomka. V srpnu se jim narodil chlapec.
Podporuje anglický fotbalový klub Manchester City. Dále také podporuje tým J1 League, FC Tokio.

## Filmografie

### Film
| Rok  | Název                     | Role        |
| ---- | ------------------------- | ----------- |
| 2018 | My Dad is a Heel Wrestler | Dragon Joji |

### Televize
| Rok     | Název                       | Role     |
| ------- | --------------------------- | -------- |
| 2009    | Atashinchi no Danshi        | Doro     |
| 2015    | World Trigger               | Sám sebe |
| 2015    | Tamiou                      | Sám sebe |
| 2016    | Future Card Buddy Fight 100 | Sám sebe |
| 2016-18 | 99.9 Criminal Lawyer        | Sám sebe |

## Úspěchy
- All Elite Wrestling
  - AEW Continental Championship (1x)
- CBS Sports
  - Match of the Year (2018) vs. Kenny Omega v Dominion 6.9
- New Japan Pro-Wrestling
  - IWGP World Heavyweight Championship (2x)
  - IWGP Heavyweight Championship (5x)
  - NEVER Openweight 6-Man Tag Team Championship (1x) – s Hiroshi Tanahashim a Tomohiro Ishiim
  - G1 Climax (2012, 2014, 2021, 2022)
  - New Japan Cup (2013, 2019)
  - Best Bout (2017) vs. Kenny Omega on June 11
- Nikkan Sports
  - MVP Award (2012, 2013, 2015, 2017)
  - Match of the Year Award (2012) vs. Hiroshi Tanahashi on February 12
  - Match of the Year Award (2014) vs. Shinsuke Nakamura on August 10
  - Match of the Year Award (2017) vs. Kenny Omega on January 4
  - Match of the Year Award (2018) vs. Kenny Omega on June 9
  - Outstanding Performance Award (2012)
- Pro Wrestling Illustrated
  - Ranked No. 1 of the top 500 singles wrestlers in the PWI 500 in 2017
  - Match of the Year (2017) vs. Kenny Omega at Wrestle Kingdom 11
  - Match of the Year (2018) vs. Kenny Omega at Dominion 6.9 in Osaka-jo Hall
  - Feud of the Year (2017) vs. Kenny Omega
- Sports Illustrated
  - Ranked No. 4 of the top 10 male wrestlers in 2019 – tied with Seth Rollins
  - Ranked No. 6 of the top 10 wrestlers in 2017
- Tokyo Sports
  - Best Bout Award (2012) vs. Hiroshi Tanahashi on June 16
  - Best Bout Award (2014) vs. Shinsuke Nakamura on August 10
  - Best Bout Award (2015) vs. Genichiro Tenryu on November 15
  - Best Bout Award (2016) vs. Naomichi Marufuji on July 18
  - Best Bout Award (2017) vs. Kenny Omega on January 4
  - Best Bout Award (2018) vs. Kenny Omega on June 9
  - Best Bout Award (2019) vs. Sanada on October 14
  - Best Bout Award (2020) vs. Tetsuya Naito on January 5 at Wrestle Kingdom 14
  - Best Bout Award (2022) vs. Will Ospreay on August 18
  - MVP Award (2012, 2013, 2015, 2019, 2022)
- Toryumon Mexico
  - Young Dragons Cup (2005)
- Wrestling Observer Newsletter
  - Best Wrestling Maneuver (2012, 2013) Rainmaker
  - Feud of the Year (2012, 2013) vs. Hiroshi Tanahashi
  - Feud of the Year (2017) vs. Kenny Omega
  - Most Improved (2012)
  - Most Outstanding Wrestler (2017)
  - Pro Wrestling Match of the Year (2013) vs. Hiroshi Tanahashi on April 7
  - Pro Wrestling Match of the Year (2016) vs. Hiroshi Tanahashi on January 4
  - Pro Wrestling Match of the Year (2017) vs. Kenny Omega on January 4
  - Pro Wrestling Match of the Year (2018) vs. Kenny Omega on June 9
  - Pro Wrestling Match of the Year (2022) vs. Will Ospreay on August 18
  - Wrestler of the Year (2017)
  - Japan MVP (2019, 2022)
  - Most Outstanding Wrestler of the Decade (2010s)
  - Best Matches of the Decade (2010s)
  - Wrestling Observer Newsletter Hall of Fame (Class of 2021)